# Brenda Song
Brenda Song (Carmichael, 27 de março de 1988) é uma atriz, cantora, produtora de filme e modelo estadunidense. Começou a trabalhar como modelo infantil aos cinco anos. Depois de muitos comerciais e participações em séries de televisão na década de 1990, Song ganhou um Young Artist Award por sua atuação no filme original do Disney Channel The Ultimate Christmas Present (2000). Depois ela atuou no filme Like Mike (2002), e nos filmes do Disney Channel, Get a Clue (2002), Stuck in the Suburbs (2004) e Wendy Wu: Homecoming Warrior (2006). Song ganhou fama ao interpretar London Tipton nas séries da Disney The Suite Life of Zack & Cody e The Suite Life on Deck (2005-2011).
Após atuar no filme College Road Trip (2008), no final dos anos 2000, ela fez sua transição para papéis adultos, onde atuou no filme The Social Network (2010), e, posteriormente, nos seriados, Scandal (2012-2013), na sitcom da Fox, New Girl, e na sitcom Dads (2013). Ela também atuou no drama médico Pure Genius (2016-2017), na série Station 19 (2018-2020) e estrelou como Madison Maxwell na série de comédia dramática Dollface (2019-2022). 
Ela também estrelou os filmes Secret Obsession (2019), Love Accidentally (2022), The Last Showgirl (2024) e como chefe de gabinete na série Running Point da Netflix (2025).

## Biografia
Brenda Song nasceu no dia 27 de março de 1988 na Califórnia, no subúrbio da cidade de Sacramento, junto ao pai chinês e a mãe tailandesa, descendentes de uma família da etnia Hmong. Seus avós paternos eram do clã Xiong, mas mudaram seu sobrenome para Song quando a família emigrou para os Estados Unidos. Seus pais nasceram na Ásia e se conheceram adultos em Sacramento. Seu pai trabalha como professor e sua mãe é dona de casa. Ela tem dois irmãos mais novos, Timmy e Nathan.
Quando ela tinha seis anos, mudou-se com a mãe para Los Angeles como uma forma de investir em sua carreira de atriz; o resto da família mudou-se dois anos depois. Quando jovem, Song queria fazer balé, enquanto seu irmão mais novo queria praticar taekwondo. Ela disse: "Minha mãe só queria nos levar para um lugar", de modo que se estabeleceram no taekwondo. Embora Song tenha chorado todo o caminho até sua primeira aula, ela se tornou faixa preta no esporte. Song foi nomeada "All-American Scholar" na nona série. Ela foi educada em casa e obteve o diploma do ensino médio aos 16 anos. Em seguida, fez cursos em uma faculdade comunitária e on-line na Universidade da Califórnia em Berkeley, com especialização em psicologia e uma formação em negócios. Aos 15 anos, ela recebeu uma carta de aceitação antecipada da Universidade de Harvard, que ela recusou, pois na mesma época, passou no teste para fazer a London.

## Atuação

### 1995-1999: Primeiros trabalhos
Brenda começou a trabalhar como modelo de moda infantil em São Francisco, após ter sido descoberta em um shopping por um agente de uma escola de modelagem. Ela começou a atuar com cinco anos de idade em um comercial da pizzaria Little Caesars, e em um comercial da boneca Barbie. Em 1995, aos sete anos, ela fez seu primeiro personagem em Requiem, um curta-metragem da atriz Elizabeth Sung. "Ela entrou confiante [nas audições]. Ela estava muito concentrada, e era muito óbvio que ela amava o que fazia", disse Sung. O curta-metragem é sobre uma garçonete/dançarina chamada Fong, que se lembra de seu carinhoso irmão e de sua infância agridoce em Hong Kong. O curta ganhou um prêmio CINE Golden Eagle. Ela apareceu em uma outra curta-metragem dirigida por Elizabeth Sung chamado The White Fox.
Song apareceu em dois episódios do programa de televisão Thunder Alley e foi uma personagem regular na série de televisão infantil, Fudge onde ela interpretou Jenny. Sua estreia no cinema foi em Santa with Muscles, um filme independente de 1996 estrelado pelo lutador profissional Hulk Hogan. Em 1997, ela fez um pequeno papel em Leave It to Beaver.

### 2000-2004: Começo na Disney
Em 2000, ela apareceu na série de televisão Nickelodeon, 100 Deeds for Eddie McDowd, onde interpretou Sariffa Chung. Após 100 Deeds, ela teve uma série de pequenos papéis em programas de televisão como 7th Heaven, Judging Amy, ER e Once and Again. Em 2000, seu papel no filme do Disney Channel, The Ultimate Christmas Present, lhe rendeu o prêmio de "Melhor Performance em um filme de televisão de Comédia" no Young Artist Awards. O filme se centra em duas adolescentes, Allison Thompson (Hallee Hirsh) e Samantha Kwan (Song), que encontram uma máquina meteorológica e fazem nevar em Los Angeles. 
Sua aparência de 2002, The Bernie Mac Show rendeu uma indicação de "Melhor Performance de participação em Comédia Séries de televisão" no Young Artist Awards. No mesmo ano, ela atuou no filme Like Mike, interpretando Reg Stevens, uma órfã de treze anos. O longa é sobre um órfão (Bow Wow) que consegue a chance de jogar basquete na NBA. No mesmo ano, atuou no filme do Disney Channel, Get a Clue, ao lado de Lindsay Lohan, e fez aparições em sitcoms do canal, como That's So Raven e Phil of the Future. No final de 2004, Song estrelou mais um filme do Disney Channel, Stuck in the Suburbs, interpretando Natasha Kwon-Schwartz. O filme fala de duas adolescentes que vivem nos subúrbios que acidentalmente troca de telefones celulares com um famoso ídolo adolescente.

### 2005-2007: The Suite Life of Zack & Cody e Wendy Wu
Em 2005, Song conseguiu o papel de herdeira mimada London Tipton, na série do Disney Channel, The Suite Life of Zack & Cody. O personagem é uma alusão a Paris Hilton. A série é sobre os moradores e trabalhadores do fictício Tipton Hotel em Boston e gira principalmente em torno dos gêmeos bagunceiros, Zack e Cody Martin (Dylan e Cole Sprouse). A série estreou no Disney Channel em 18 de março de 2005, recebendo quatro milhões de espectadores, tornando-se a estreia de uma série de maior audiência do canal em 2005. A série foi elogiado pela crítica e ganhou um Young Artist Awards de "Melhor série de televisão para a Família (comédia)" e três Kids' Choice Awards de "Programa de televisão Favorito"; Também recebeu três indicações ao Emmy Awards de "Melhor Programa Infantil" (duas vezes) e "Coreografia". Em 2006, Song ganhou um Asian Excellence Award de "Melhor Revelação". Mais tarde, ela estrelou uma série online chamada "Yay London Tipton's Me!" baseado no episódio "Tiptonline". Ela também entrou para o grupo "Disney Channel Circle of Stars", interpretando, junto a outras estrelas do canal, a música A Dream Is a Wish Your Heart Makes, do filme Cinderella, a canção recebeu um videoclipe e entrou para o álbum DisneyMania 4, lançado em 2006.
 

O primeiro papel Song como personagem-título de um filme foi em 2006, no filme original Disney Channel Wendy Wu: Homecoming Warrior. O filme fala sobre uma adolescente popular sino-americana, cuja vida é virada de cabeça para baixo por uma visita de um jovem monge chinês (Shin Koyamada). Song fez as cenas de luta sem a ajuda de dublês, já que ela é faixa preta em taekwondo e também recebeu a orientação de Koichi Sakamoto, produtor executivo da série Power Rangers. O vice-presidente do Disney Channel, Gary Marsh definiu o filme como "Buffy the Vampire Slayer encontra Tigre e o Dragão", além de ter elogiado o trabalho de Song. O filme atraiu mais de 5,7 milhões de telespectadores em sua estreia.

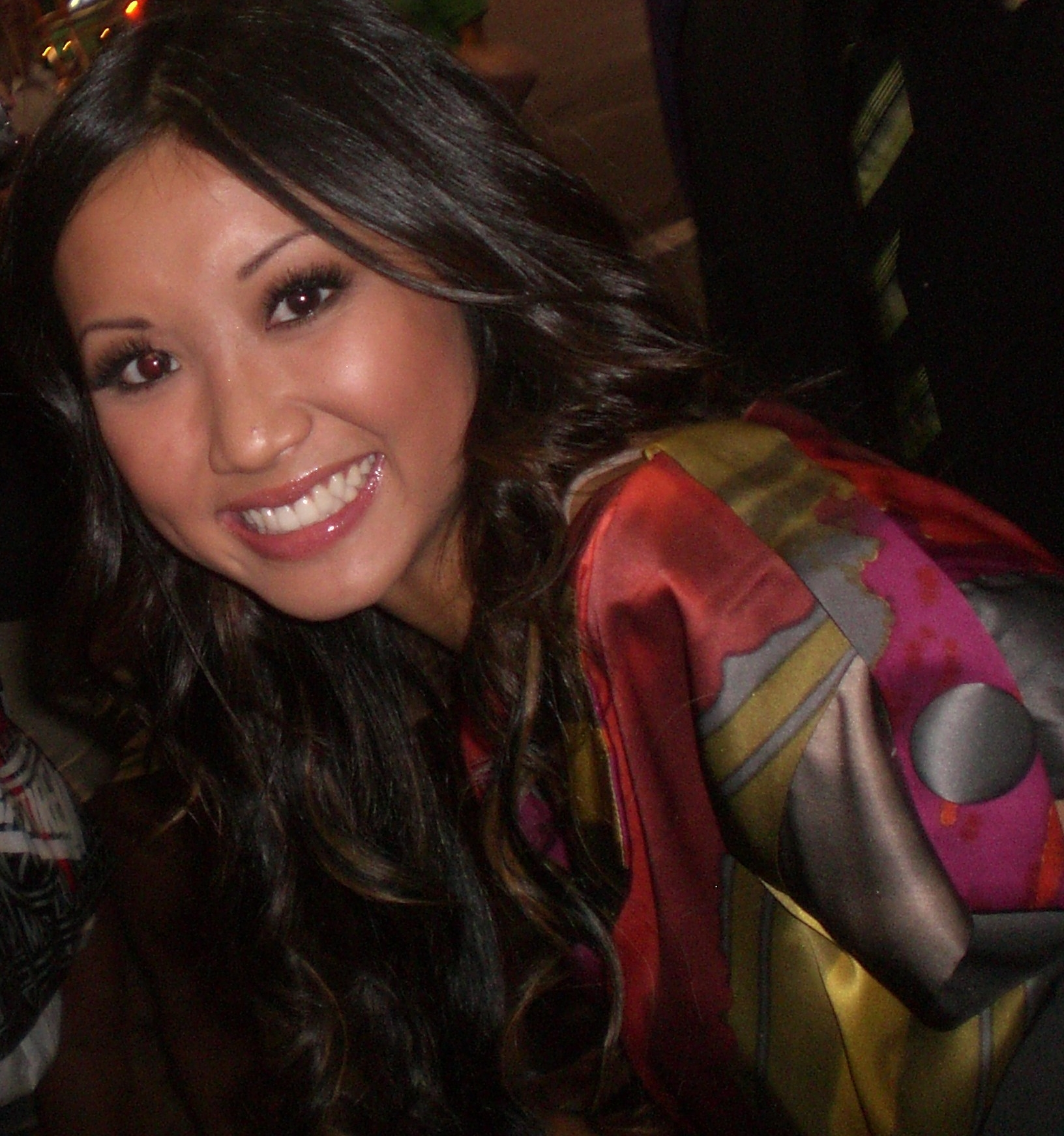
Brenda Song em 2008.

### 2008-2009:The Suite Life on Deck
Em 2008, Brenda participou do filme de comédia College Road Trip, estrelado por Raven-Symoné e Martin Lawrence. No mesmo ano, ela reprisou seu papel como London Tipton na sequencia/spin-off da série, The Suite Life on Deck. A estreia do programa no Disney Channel atraiu 5,7 milhões de espectadores, e se tornou o programa mais assistido da televisão americana entre pré-adolescentes.
Song também estrelou como Paige em um especial de televisão animado para a NBC, "Macy's Presents Little Spirit: Christmas in New York". Em 2009, ela estrelou o filme da Lifetime Special Delivery, onde interpretou Alice, uma adolescente problemática.

### 2010-2019: Transição para personagens adultos
Em 2010, Song se juntou ao elenco principal de The Social Network, filme que conta a história da criação do Facebook; Ela interpretou Christy Lee, uma estudante da Universidade de Harvard que namora Eduardo Saverin (Andrew Garfield). O longa foi aclamado pela crítica e foi um sucesso comercial. Ainda em 2010, ela se tornou a porta-voz da marca de roupas Op. Em outubro de 2011, Song estrelou o filme Boogie Town, uma releitura da tragédia Romeu e Julieta e se passa em uma Nova York futurista, onde as batalhas de dança são proibidas. Song desempenha o papel da protagonista, Natalie. Em 2012, Song estrelou o curta-metragem First Kiss com o ator Joseph Mazzello. First Kiss foi exibido em vários festivais de cinema nos EUA e ganhou o prêmio de Melhor Curta-Metragem no Festival de Cinema de Omaha.

## Vida Pessoal

### Relacionamentos
Entre 2010 e 2017, teve um relacionamento tumultuado com várias idas-e-vindas e com algumas polêmicas com o músico Trace Cyrus.
Em meados de 2017, começou a namorar com o ator Macaulay Culkin. Em julho de 2019, foi noticiado que a atriz tinha casado com Culkin em uma cerimônia secreta na cidade de Paris na França, mas devido a problemas com a logística de licença de casamento exigiu a realização de um novo casamento civil no final de 2019 nos Estados Unidos.
Em fevereiro de 2020, revelou que o casal está tentando ter um filho juntos. Em 5 de abril de 2021, nasceu o primeiro filho do casal, que recebeu o nome Dakota Song Culkin, em homenagem à irmã mais velha de Culkin, que morreu em um acidente de carro em 2008. O segundo filho do casal, Carson Song Culkin, nasceu em dezembro de 2022.

## Filmografia

### Cinema
| Ano  | Título                                            | Personagem            | Notas                                               |
| ---- | ------------------------------------------------- | --------------------- | --------------------------------------------------- |
| 1995 | Requiem                                           | Young Fong            |                                                     |
| 1996 | Santa with Muscles                                | Susan                 |                                                     |
| 1997 | Leave It to Beaver                                | Susan Acustis         |                                                     |
| 1998 | Blade                                             | Criança refém         | Não Creditada                                       |
| 1999 | The White Fox                                     | Sandy                 | Curta-metragem                                      |
| 2000 | The Ultimate Christmas Present                    | Samantha Kwan         | Disney Channel Original Movie                       |
| 2002 | Like Mike                                         | Reg Stevens           | Personagem Principal                                |
| 2002 | Seguindo as Pistas                                | Jennifer              | Disney Channel Original Movie                       |
| 2004 | Stuck in the Suburbs                              | Natasha Kwon-Schwartz | Personagem Principal, Disney Channel Original Movie |
| 2006 | Wendy Wu: A Garota Kung Fu                        | Wendy Wu              | Personagem Principal, Disney Channel Original Movie |
| 2006 | Holidaze: The Christmas That Almost Didn't Happen | Treat                 | Voz                                                 |
| 2007 | American Darlings                                 | Marissa               | Nunca lançado                                       |
| 2008 | Special Delivery                                  | Alice Cantwell        | Personagem Principal                                |
| 2008 | College Road Trip                                 | Nancy                 |                                                     |
| 2010 | The Social Network                                | Christy Lee           |                                                     |
| 2010 | Boogie Town                                       | Natalie               | Personagem Principal                                |
| 2011 | The Little Engine that Could                      | Shiny Passenger Train | Voz; Lançado diretamente em vídeo                   |
| 2011 | Zack e Cody: O filme                              | London Tipton         |                                                     |
| 2011 | Cinnamon                                          | Cinnamon              | Voz; Lançado diretamente em vídeo                   |
| 2012 | First Kiss                                        | Samantha              | Curta-metragem                                      |
| 2017 | Angry Angel                                       | Allison Pyke          | Telefilme Freeform                                  |
| 2019 | Changeland                                        | Pen                   |                                                     |
| 2019 | Secret Obsession                                  | Jennifer Williams     | Personagem Principal                                |
| 2020 | Bobbleheads: The Movie                            | Kelani                | Voz; Lançado diretamente em vídeo                   |
| 2022 | Love Accidentally                                 | Alexa                 | Personagem Principal                                |
| 2024 | The Last Showgirl                                 | Mary-Anne             |                                                     |
| 2024 | Operation Taco Gary's                             | Allison               |                                                     |

### Televisão
| Ano           | Título                      | Personagem     | Notas                                   |
| ------------- | --------------------------- | -------------- | --------------------------------------- |
| 2000-2002     | 100 Deeds for Eddie McDowd  | Sariffa Chung  | Elenco recorrente; 19 episódios         |
| 2004-2005     | Phil do Futuro              | Tia            | 8 episódios                             |
| 2005-2008     | Zack e Cody: Gêmeos em Ação | London Tipton  | 85 episódios                            |
| 2007-2008     | Pass the Plate              | Apresentadora  | Programa do Disney Channel              |
| 2008-2011     | Zack e Cody: Gêmeos a Bordo | London Tipton  | 73 episódios                            |
| 2012-2013     | Scandal                     | Alissa         | Elenco recorrente (1.ª e 2.ª temporada) |
| 2013          | New Girl                    | Daisy          | Elenco recorrente (4.ª temporada)       |
| 2013-2014     | Dads                        | Veronica       | Elenco recorrente                       |
| 2016-2017     | Pure Genius                 | Angie Cheng    | Elenco recorrente                       |
| 2018          | Station 19                  | JJ             | Elenco recorrente; 10 episódios         |
| 2019-2022     | Dollface                    | Madison        | Elenco recorrente                       |
| 2019-2022     | Amphibia                    | Anne Boonchuy  | Voz; Elenco recorrente                  |
| 2023          | Samurai de Olhos Azuis      | Princesa Akemi | Voz; Elenco recorrente                  |
| 2025-presente | Running Point               | Ali Lee        | Elenco recorrente                       |

### Participações especiais
| Ano       | Título                                               | Personagem              | Notas                                   |
| --------- | ---------------------------------------------------- | ----------------------- | --------------------------------------- |
| 1994-1995 | Thunder Alley                                        | Kathy                   | 2 episódios                             |
| 1995      | Fudge                                                | Jennie                  | 2 episódios                             |
| 1999      | Once and Again                                       | Chrissy                 | Episódio: "There Be Dragons"            |
| 1999      | MADtv                                                | Trick-or-Treater        | Episódio: "Halloween Special Edition"   |
| 1999      | Popular                                              | Mandy Shepherd          | Episódio: "Fall on Your Knees"          |
| 2000      | 7th Heaven                                           | Cynthia                 | 2 episódios                             |
| 2000      | The Brothers García                                  | Jenny                   | Episódio: "Love Me Tender"              |
| 2001      | Bette                                                | Stacey                  | Episódio: "The Invisible Mom"           |
| 2001      | ER                                                   | Lynda An                | Episódio: "Fear of Commitment"          |
| 2001      | Judging Amy                                          | Vanessa Pran            | Episódio: "Darkness for Light"          |
| 2002      | The Bernie Mac Show                                  | Shannon                 | Episódio: "The King and I"              |
| 2002      | George Lopez                                         | Jennifer                | Episódio: "Token of Unappreciation"     |
| 2002      | The Nightmare Room                                   | Tessa                   | Episódio: "Dear Diary, I'm Dead"        |
| 2002      | The Brothers García                                  | Jenny                   | Episódio: Love Me Tender                |
| 2002      | For the People                                       | Ellie                   | Episódio: "The Double Standard"         |
| 2003      | That's so Raven                                      | Amber                   | Episódio: "A Dog by Any Other Name"     |
| 2003      | Lilo & Stitch: The Series                            | Mitzi Suzuki            | Voz; 2 episódios                        |
| 2003      | One on One                                           | Asoniti                 | Episódio: "Keeping It"                  |
| 2004      | Costume Party Capers: The Incredibles                | Alex                    | Voz; Especial do Disney Channel         |
| 2006      | That's so Suite Life of Hannah Montana               | London Tipton           | Especial do Disney Channel              |
| 2006      | American Dragon: Jake Long                           | Tracey                  | Voz; Episódio: "Bring It On"            |
| 2006      | Disney Channel Games                                 | ela mesma               | Especial do Disney Channel              |
| 2007      | A Nova Escola do Imperador                           | Dancing queen           | Voz                                     |
| 2007      | Disney Channel Games                                 | ela mesma               | Especial do Disney Channel              |
| 2008      | Studio DC: Almost Live                               | Ela mesma/London Tipton |                                         |
| 2008      | Disney Channel Games                                 | ela mesma               | Especial do Disney Channel              |
| 2008      | Macy's Presents Little Spirit: Christmas in New York | Paige                   | Especial de televisão da NBC            |
| 2009      | Phineas e Ferb                                       | Wendy                   | Voz; Episódio: "Unfair Science Fair"    |
| 2009      | Wizards on Deck with Hannah Montana                  | London Tipton           | Especial do Disney Channel              |
| 2009      | Styl'd                                               | Ela mesma               | Série da MTV                            |
| 2011      | Pixie Hollow Games                                   | Chloe                   | Voz; Especial do Disney Channel         |
| 2012      | Key & Peele                                          | Purple Falcon           | Episódio: "Power Falcons"               |
| 2014,2018 | Robot Chicken                                        | Vários personagens      | Voz; 2 episódios                        |
| 2014      | The League                                           | Rosette                 | Episódio: "The Hot Tub"                 |
| 2015      | Miles from Tomorrowland                              | Frida Liang             | Voz; 3 episódios                        |
| 2016      | Life in Pieces                                       | Bonnie                  | Episódio: "Bite Flight Wing-Man Bonnie" |
| 2017      | Superstore                                           | Kristen                 | 2 episódios                             |
| 2022      | The Proud Family: Louder and Prouder                 | Vanessa Vue             | Voz; 2 episódios                        |
| 2025      | Shifting Gears                                       | Caitlyn                 | 1 episódio                              |

### Videogame
| Ano  | Título     | Personagem | Notas       |
| ---- | ---------- | ---------- | ----------- |
| 2022 | The Quarry | Kaitlyn    | Voz e Mocap |

## Dubladoras
Iara Riça é a dubladora oficial da Brenda Song no Brasil, dublou a London Tipton no seriado Zack e Cody, a Nancy em Como Viajar com o Mala do Seu Pai. Mas teve uma oportunidade que a Ana Lúcia Menezes dublou a mesma no filme Stuck in the Suburbs, e Tatiane Keplmair a dublou em Wendy Wu - A Garota Kung-Fu. A Sílvia Goiabeira foi outra dubladora que fez a versão brasileira dela no Brasil, numa participação especial em "As Visões da Raven", onde ela interpreta Amber. Já em Portugal, Carla Garcia é a dubladora oficial de Brenda Song, dublou a London Tipton nas séries Zack & Cody: Gêmeos em Ação (pt/br) e Zack e Cody: Todos a Bordo e no filme Zack e Cody: O Filme. No jogo The Quarry, Song foi localizada por Andressa Andreatto.

## Carreira musical
Veja Também: Discografia de Brenda Song
Song fazia parte do Disney Channel Circle of Stars, um grupo de artistas de diversos série de televisão Disney Channel. Participou da gravação de vídeo e música de uma versão de "A Dream Is a Wish Your Heart Makes". A gravação foi incluída tanto no DVD Cinderela Edição Especial e no DisneyMania 4. O CD álbum foi lançado em Abril de 2005 sob o rótulo de Walt Disney Records e alcançou a posição # 15 na Billboard 200 e # 2 no Top Chart Audio Kids e álbuns de compilação Top Chart.
Em 2004, a canção apareceu em vídeo Jesse McCartney da música "Good Life". Clipes de filme de Presas no Subúrbio, que incluiu Song, apareceu em videoclipes de música Anneliese van der Pol "Over It" e Killam Taran's "More Than Me", "On Top of the World" e "Make a Wish". Em 2007, Song filmou um vídeo da música "Open Up Your Eyes", que foi destaque em seu filme, Holidaze. Gravou uma canção para Wendy Wu: Homecoming Warrior chamada "I'm Not That Girl", que foi ao ar na Rádio Disney e estava no Wendy Wu DVD. Ela também cantou "Bling Is My Favourite Thing" em um episódio de Zack & Cody: Gêmeos Em Ação. 
Ian Scott escreveu e produziu músicas demo para ela. As canções são creditadas a Mark Jackson Productions, que está associado com a Warner Bros Records.

## Prêmios e indicações
| Ano  | Prêmio                                                   | Categoria                                                                               | Motivo                          | Resultado | Ref.   |
| ---- | -------------------------------------------------------- | --------------------------------------------------------------------------------------- | ------------------------------- | --------- | ------ |
| 2001 | Young Artist Awards                                      | "Melhor Performance em um filme de televisão (Comédia), Melhor Atriz Coadjuvante jovem" | The Ultimate Christmas Present  | Venceu    |        |
| 2003 | Young Artist Awards                                      | "Melhor Performance em Série de Comédia televisão, Convidado Protagonista Jovem Atriz"  | The Bernie Mac Show             | Indicado  |        |
| 2006 | Asian Excellence Award                                   | "Os recém-chegados"                                                                     | The Suite Life of Zack & Cody   | Indicado  |        |
| 2008 | Celebrity Love Awards                                    | "Celebridade Favorita"                                                                  | The Suite Life on Deck          | Indicado  | [ 40 ] |
| 2009 | Popstar Magazine's Poptastic Awards                      | "Atriz Favorita de Televisão"                                                           | The Suite Life on Deck          | Indicado  | [ 41 ] |
| 2009 | Disney Channel Fans Awards                               | "Estrela Feminina Disney Channel Star"                                                  | The Suite Life of Zack & Cody   | Indicado  | [ 42 ] |
| 2009 | Celebrity Love Awards                                    | "Celebridade Favorita"                                                                  | The Suite Life on Deck          | Indicado  | [ 43 ] |
| 2010 | Green Globe Film Awards - Grandes Prêmios Picture Motion | "Os 10 mais Exelentes Asiáticos em Hollywood"                                           | The Social Network, Boogie Town | Indicado  | [ 44 ] |
| 2010 | Popstar Magazine's Poptastic Awards                      | "Estilo Feminino de Ídolos"                                                             | ela mesma                       | Venceu    | [ 45 ] |